# Riegel am Kaiserstuhl
Riegel am Kaiserstuhl település Németországban, azon belül Baden-Württembergben. Lakosainak száma 4153 fő (2023. december 31.).

## Népesség
A település népessége az elmúlt években az alábbi módon változott:
| Lakosok száma | 2149 | 2288 | 2904 | 2880 | 2728 | 3250 | 3411 | 3604 | 3805 | 4153 |
|               | 1961 | 1968 | 1974 | 1981 | 1987 | 1994 | 2000 | 2007 | 2013 | 2023 |